# Atractia minuta
Atractia minuta är en tvåvingeart som först beskrevs av Christian Rudolph Wilhelm Wiedemann 1828.  Atractia minuta ingår i släktet Atractia och familjen rovflugor. Inga underarter finns listade i Catalogue of Life.